# Грегор фон Реццорі
Грегор фон Реццорі (* 13 травня 1914, Чернівці, Україна — † 23 квітня 1998, Донніні, Італія) — австрійський письменник, сценарист, журналіст, актор.

## Біографія
Навчався у Віденському та Берлінському університетах.
Ґреґор (Грегор) Реццорі називав себе чоловіком, який снить за втраченою батьківщиною. І справді — Буковина, де він прийшов у світ, супроводжувала його протягом всього життя: в Румунії, Італії, Німеччині, на Родосі, США…
Майбутній письменник шукав себе в журналістиці, архітектурі, кіно. Нарешті прийшов у літературу. Він автор 20 книг. Найвідомішим твором Грегора Реццорі став роман «Смерть мого брата Авеля» — про дрібних аристократів, котрі спостерігають за тим, як зникає їхній світ… Мали великий успіх у читачів і книги «Спогади антисеміта», «Едіп у Сталінграді», «Торішній сніг» — автобіографічний твір, «Східний експрес».
У кінці життя Грегор Реццорі емігрував до Італії, де й помер у власному будинку.

## Книги українською мовою
- Реццорі, Грегор фон. Магрібінські історії: анекдоти, жарти, небилиці [з 28 віньєтками авт.]; пер. з нім. та післямова П. Рихла. — Чернівці: Молодий буковинець, 1997. — 175 с. — ISBN 966-7109-06-2.
- Реццорі, Ґреґор фон. Торішній сніг; переклав з нім. Петро Рихло. — Чернівці: Книги — ХХІ, 2014. — 328 с. (Меридіан серця. Бібліотека німецькомовної літератури). — ISBN 978-617-614-066-5
- Реццорі Ґреґор фон. Горностай у Чорнополі: маґрібінський роман / Ґреґор фон Реццорі; пер. з нім., післямова й ґлосарій Петра Рихла. – Чернівці: Книги – XXI, 2024. – 424 с.